# Nils Jacobsson (tyngdlyftare)
Nils Uno Jacobsson, född 10 februari 1929 i Karlstad, död 18 juli 1982 i Väse, var en svensk tyngdlyftare. Han tävlade för Norrstrands IF.
Jacobsson tävlade för Sverige vid olympiska sommarspelen 1952 i Helsingfors, där han slutade på 11:e plats i bantamvikt. 
Han blev svensk mästare i 56-kilosklassen 1950.